# Venus im Weltbad
Venus im Weltbad (in Österreich) bzw. Madame im Strandbad (in Deutschland) ist eine österreichisch-deutsche Stummfilmkomödie aus dem Jahre 1929 von Edmund Hahn mit Oskar Marion, Betty Bird, Albert Paulig und Robert Garrison in den Hauptrollen.

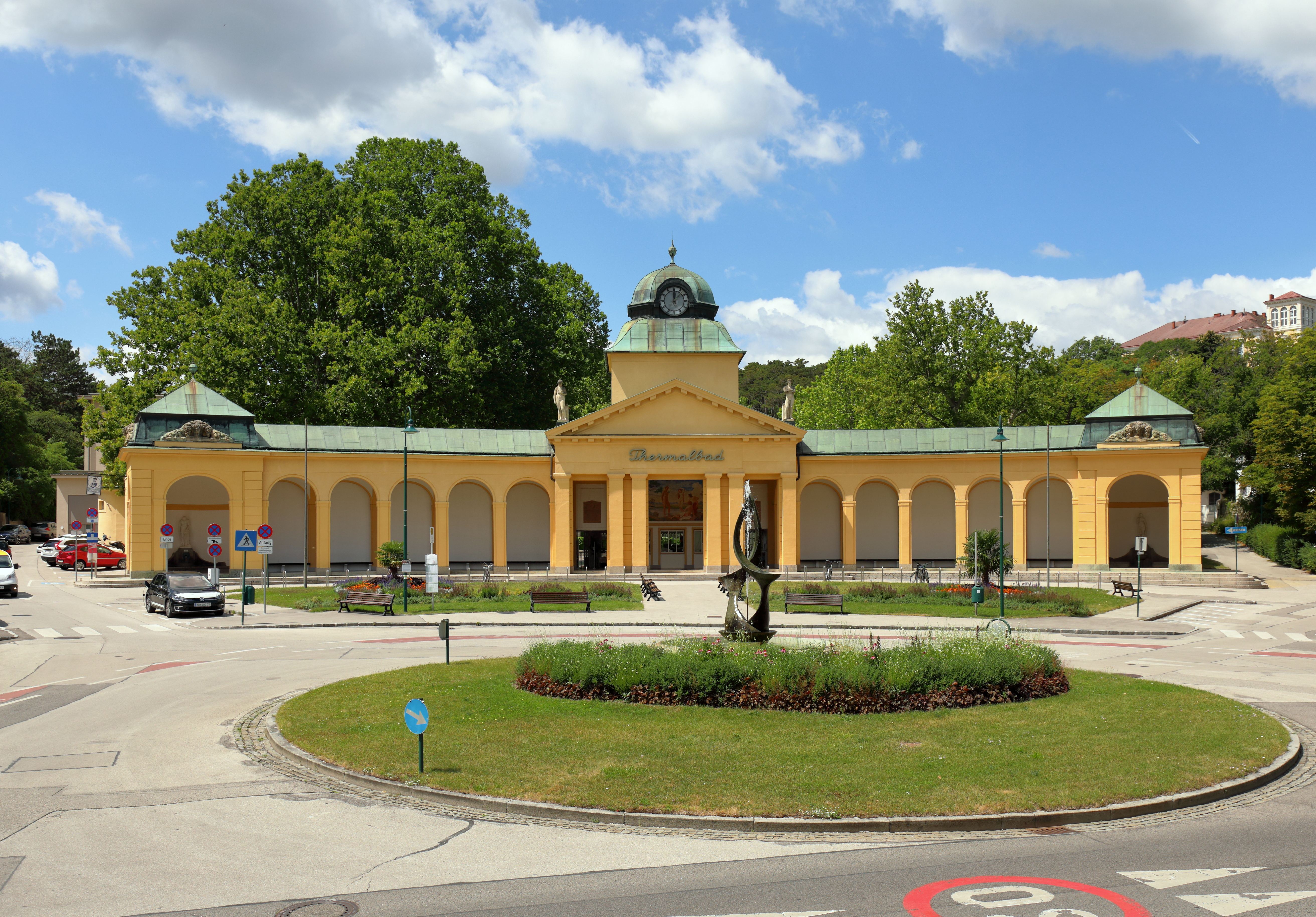
Drehort Thermalbad Vöslau

## Handlung
Die Geschichte spielt in einem Provinzstädtchen, das in der österreichischen Fassung Schimmelhausen und in der deutschen Version Pleitemünde heißt. Die Stadtoberen haben sich finanziell verausgabt, als sie aus ihrer Heilquelle ein luxuriöses Schönheitsbad aus dem Boden stampften. Finanziert wurde das Schmuckstück von einem einst nach Amerika ausgewanderten Sohn dieser Stadt, dem heutigen Dollarmillionär J. A. Gold. Nun aber, wo man kurz vor der feierlichen Eröffnung dieses neuen städtischen Juwels steht, ist den Betreibern dank ihrer Prasserei das Geld ausgegangen, und man benötigt dringend einen neuen „Goldesel“, da Mr. Gold sich plötzlich weigert, auch nur noch einen Cent in dieses Millionengrab zu investieren. So kommt der Sekretär der Badeverwaltung auf die „famose“ Idee den kauzigen Wäschereibesitzer Josias Goldkind (in der dt. Fassung Jonathan Goldfisch) dazu zu überreden, für kurze Zeit den in der Stadt eingetroffenen Mr. Gold zu spielen, um eine neu, dringend benötigte Anleihe zu zeichnen.
Dies führt zu lustspielgerechten Verwicklungen aller Arten, zumal nun auch noch der echte Mr. Gold auftaucht, um seine Verwandte Conny Gold zu besuchen. Die wurde gegenüber den Badbetreibern schon vorher misstrauisch, als sie den stark verkleideten Wäschereibesitzer sah und rasch erkannte, dass der nicht ihr Verwandter J. A. Gold sein konnte. Am Ende geht es für alle Beteiligten gut aus: Denn wie‘s der Zufall so will, lieben sich Conny und der Sekretär inniglich, und so schießt Mr. Gold das benötigte Geld nach und gibt obendrein Conny seinen Segen zur Eheschließung mit dem Sekretär. Auch der falsche Herr Gold (Goldkind / Goldfisch) bleibt nicht auf dem Trockenen: Er erhält zum Dank seines Einsatzes für Ort und Bad den Wäscheauftrag der Badeverwaltung, und der Badedirektor, der zeitweise mit seinen Nerven am Ende war, darf auf seinem Posten bleiben.

## Produktionsnotizen
Gedreht im Thermalbad Vöslau, lief der Film als Venus im Weltbad am 6. September 1929 in Wien an. In Deutschland konnte man ihn als Madame im Strandbad in Hamburg erstmals am 21. Februar 1930 sehen. Hier besaß der mit Jugendverbot belegte Sechsakter eine Länge von 1883 Meter.

## Kritiken
Für das Film-Journal handelt es sich „um ein sehr geschickt und witzig konzipiertes, schwankhaftes, also mit einem grotesken Einschlag versehenes Lustspiel. (…) Den Vogel in dieser Komödie schießt Robert Garrison in zwei prächtigen Masken mit seiner grotesken Begabung ab; in einigem Abstand folgt Albert Paulig. (…) Regietechnisch ist flotte, witzige, pointierte Arbeit geleistet worden.“

„Ein recht witzarmes Sujet, ohne nennenswertes Tempo inszeniert. Die Darsteller bieten Mitteleistungen, lediglich Garrison bringt in seiner Jargonrolle etwas Leben in das Ganze. Die Aufmachung ist mit Ausnahme einer recht hübschen Tanzszene bescheiden, die Photographie ungleich aber immerhin entsprechend.“

Die Salzburger Chronik nannte den Film „eine köstliche, ungemein ulkige Geschichte, wie ein pleite gegangenes Weltbad durch kecke Streiche eines Sekretärs aus den Schwierigkeiten herausgebracht wird. (…) Gespielt wird königlich, gelacht wird viel, ein Unterhaltungsfilm besten Genres.“